# Davor Rupnik
Davor Rupnik (ur. 29 sierpnia 1971 w Osijeku) – chorwacki trener piłkarski i piłkarz występujący na pozycji pomocnika. Od 2018 pełni rolę pierwszego trenera NK Belišće.

## Sukcesy zawodnicze

### Klubowe
Hapoel Tel Awiw
- Mistrzostwo Izraela: 1999/2000
- Zdobywca Pucharu Izraela: 1998/1999, 1999/2000